# Bistum Ouesso
Das Bistum Ouesso (lateinisch Dioecesis Uessitana, französisch Diocèse de Ouesso) ist eine in der Republik Kongo gelegene römisch-katholische Diözese mit Sitz in Ouésso.

## Geschichte
Das Bistum Ouesso wurde am 6. Juni 1983 durch Papst Johannes Paul II. mit der Apostolischen Konstitution Ad expeditiorem aus Gebietsabtretungen des Bistums Owando errichtet und dem Erzbistum Brazzaville als Suffraganbistum unterstellt. Das Bistum Ouesso gab am 30. Oktober 2000 Teile seines Territoriums zur Gründung der Apostolischen Präfektur Likouala ab.
Am 30. Mai 2020 unterstellte Papst Franziskus das Bistum Ouesso dem Erzbistum Owando als Suffragan.

## Bischöfe von Ouesso
- Hervé Itoua, 1983–2006
- Yves Monot CSSp, 2008–2021
- Gélase Armel Kema, 2021–2024, dann Erzbischof von Owando
- Brice Armand Ibombo, seit 2025

## Statistik
| Jahr | Bevölkerung | Bevölkerung | Bevölkerung | Priester     | Priester         | Priester       | Priester               | Ständige Diakone | Ordensleute  | Ordensleute      | Pfarreien |
| Jahr | Katholiken  | Einwohner   | %           | Gesamtanzahl | Diözesanpriester | Ordenspriester | Katholiken je Priester | Ständige Diakone | Ordensbrüder | Ordensschwestern | Pfarreien |
| ---- | ----------- | ----------- | ----------- | ------------ | ---------------- | -------------- | ---------------------- | ---------------- | ------------ | ---------------- | --------- |
| 1985 | 18.500      | 95.360      | 19,4        | 6            | 2                | 4              | 3.083                  |                  | 4            | 4                | 30        |
| 1995 | 69.000      | 142.621     | 48,4        | 9            | 5                | 4              | 7.666                  |                  | 5            | 29               | 7         |
| 2000 | 12.000      | 55.000      | 21,8        | 4            | 3                | 1              | 3.000                  |                  | 1            | 11               | 5         |
| 2001 | 12.000      | 55.000      | 21,8        | 10           | 4                | 6              | 1.200                  |                  | 7            | 18               | 8         |
| 2002 | 15.000      | 78.500      | 19,1        | 11           | 5                | 6              | 1.363                  |                  | 7            | 10               | 5         |
| 2003 | 25.000      | 70.000      | 35,7        | 7            | 6                | 1              | 3.571                  |                  | 1            | 19               | 28        |
| 2004 | 25.000      | 65.600      | 38,1        | 9            | 6                | 3              | 2.777                  |                  | 3            | 18               | 28        |
| 2013 | 20.500      | 97.000      | 21,1        | 12           | 12               |                | 1.708                  |                  |              | 22               | 6         |